# Troupes de chars russes
Les troupes de chars russes (en russe : Танковые войска Вооружённых сил Российской Федерации, « troupes de tanks des forces armées de la fédération de Russie ») désignent l'arme regroupant les unités de chars de l'Armée de terre russe. Ces unités sont utilisées en collaboration avec les autres types d'unités pour mener les principales opérations militaires :
- en défense, en soutien direct des unités d'infanterie mécanisée pour repousser une offensive adverse et lancer des contre-attaques ;
- en offensif, pour développer les percées et mener des opérations en profondeur.

Ces troupes sont composées de divisions de chars, de brigades de chars, de régiments de chars et de bataillons de chars. Ces unités sont censées être résistantes aux effets des armes nucléaires, avec une puissance de feu, une mobilité et une maniabilité élevées. Le développement des troupes de chars russes se fait au détriment de leur encadrement, entraînement et de leur aptitude au combat interarmes. L'arme est héritée des troupes de chars de l'Union soviétique (Танковые войска СССР), devenues russes en 1992.
Leur anniversaire, la Journée des tankistes, est célébré chaque année tous les seconds dimanches de septembre. La devise officielle des troupes de chars russes est « L'armure est dure et nos chars sont rapides ! » (Броня крепка и танки наши быстры!) par la première strophe de la marche des tankistes soviétiques du film Les Tractoristes de 1939.

## Bref historique

### Débuts
La toute première unité blindée russe, le 1er régiment automobile de mitrailleuses de l'armée impériale russe, est créée le 19 août 1914 sur la base d'une compagnie mobile d'entraînement. Dans les premières semaines de la Première Guerre mondiale, les premiers véhicules blindés russes Russo-Balt sont produits en Russie avec des moteurs britanniques de la Austin Motor Company, marquant le début d'une ère de guerre blindée sur les terres russes.
En 1917 et au lendemain de la révolution de février, un autre véhicule blindée Austin-Putilov, également produit avec le soutien britannique, participe à la guerre et aux événements qui suivent la révolution d'Octobre. Ces deux véhicules, au moment où la guerre civile russe commence en 1918, formeront les premiers composants blindés de l'Armée rouge — un certain nombre de compagnies et de bataillons blindés. Rejoint par des chars Mark V capturés et un certain nombre de véhicules blindés de fabrication locale et occidentale et de camions équipés de canons et de mitrailleuses, le groupe blindé se développe pour faire partie de la force croissante, avec dix-sept chars Renault FT — appelés le « Russian Reno », tous remis à neuf par l'usine n°112 de Krasnoïé Sormovo à Nijni Novgorod avec un dérivé produit localement, le « Freedom Fighter Lenin », le premier véritable char jamais fabriqué — devenant ainsi le pionnier des véhicules blindés produits localement par la jeune industrie militaire russe. Leurs apparitions dans tous les défilés nationaux sur la place Rouge à Moscou à partir de 1921, aux côtés d'un certain nombre de véhicules blindés étrangers fabriqués sous licence pour aider la jeune armée, ont montré les priorités du gouvernement soviétique sur l'intégration de la guerre blindée dans la stratégie nationale de l'ensemble des forces armées soviétiques dans sa modernisation et son expansion pour suivre l'évolution du temps.

### Développement
La formation du bureau des chars sous le Commissariat du peuple à la défense en 1924, avec l'existence d'un bataillon de véhicules blindés sous la direction technique de la WPRA (aujourd'hui l'Agence principale des automobiles et des chars du ministère de la Défense de la fédération de Russie) marque la formation des troupes blindées modernes, qui se concrétisera par la levée à l'été 1929 dans le district militaire de Moscou du tout premier régiment mécanisé soviétique, le régiment mécanisé interarmées. Avec ses chars T-18, les premiers conçus par les Soviétiques, parmi son inventaire d'équipements, le bataillon de chars du régiment n'était que le premier d'une longue série à être créé dans les années à venir.

### Déclin des années 1990
Au moment de la chute de l'Union soviétique, cinq divisions de chars sont stationnées sur le territoire de la république socialiste fédérative soviétique de Russie : la 1re division de chars (à Kaliningrad), la 4e division de chars de la Garde (à Naro-Fominsk) ; la 5e division de chars de la Garde (en Bouriatie) ; la 21e division de chars de la Garde (à Belogorsk) ; et la 40e division de chars de la Garde (à Sovetsk).
En septembre 1993, la 1re division de chars devient la 2e brigade de chars ; puis une base de stockage d'armes et de matériel en 1998 ; finalement, elle est dissoute en 2008.

## Organisation
Les différentes divisions, brigades et régiments dits de chars comprennent évidemment d'autres types d'unités, pour mener un combat interarmes : unités de fusiliers motorisés, d'artillerie, du génie, antiaériennes, de reconnaissance, de transmissions, de défense NBC, de guerre électronique et de soutien logistique. Dans les Forces armées de la fédération de Russie, le grade de commandant de brigade de chars spécifié est le colonel, le major-général étant le minimum pour une division.
Une division de chars (théoriquement 6 500 personnes) regroupe deux régiments de chars, un régiment de fusiliers motorisés, un régiment d'artillerie automotrice, un régiment de missiles antiaériens, un bataillon de reconnaissance, un bataillon du génie, un bataillon de transmissions, un bataillon de soutien logistique et un bataillon médical.
Une brigade de chars (environ 3 000 personnes) comporte trois bataillons de chars, un bataillon de fusiliers motorisés, un bataillon de reconnaissance, un bataillon d'artillerie automotrice, un bataillon de lance-roquettes, deux bataillons de missiles antiaériens, un bataillon de génie, un bataillon de soutien logistique, une compagnie de guerre électronique, une de défense NBC et une médicale.
Un régiment de chars (théoriquement avec 94 chars et 30 BMP) engerbe trois bataillons de chars, un bataillon de fusiliers motorisés, un bataillon d'artillerie automotrice, une batterie antiaérienne, une compagnie de reconnaissance, une du génie, une de transmissions, une de défense NBC, une de soutien logistique et une médicale.
Un bataillon  de chars (environ 151 personnes et 31 chars T-72/T-80/T-90) est composé de trois compagnies (chacune de dix chars, articulés en trois escadrons), un peloton de transmissions, une section médicale et une de soutien (transport, maintenance, cuisine et hygiène).
Dans les cas de la guerre du Donbass puis de l'invasion de l'Ukraine, les divisions et les brigades n'ont pas été engagées intégralement, mais sous forme d'un ou deux BTG (groupe tactique de bataillon, composé théoriquement de 800 à 900 personnes), car les conscrits ne pouvaient pas être envoyés au front dans un premier temps (la Constitution interdit de forcer ces derniers à se battre hors de la fédération).

### Grandes unités
- 1re armée de chars de la Garde, unité n° 73621, casernée à Odintsovo ;
- 4e division de chars de la Garde Kantemirovskaïa (« de Kantemirovka (ru) », reprise lors de l'opération Polkovodets Roumiantsev en août 1943), no 19612, à Naro-Fominsk ;
- 47e division de chars no 54096, à Moulino ;
- 90e division de chars de la Garde Vitebsko-Novgorodskaïa (« de Vitebsk-Novgorod », en référence à leur reprise en juin 1944 et janvier 1945), no 86274, à Tchebarkoul.

### Régiments divisionnaires
- 1er régiment de chars de la Garde Chertnovski (« de Tchernowitz », pour sa capture lors de l'offensive Dniepr-Carpates en 1944), no 58198, caserné à Kalininets (au sein de la 2e division de fusiliers motorisés de la Garde) ;
- 6e régiment de chars de la Garde Lvovski (« de Lvov », lors de l'offensive Lvov-Sandomir en juillet 1944)[7], no 93992, à Tchebarkoul (90e division de chars de la Garde) ;
- 10e régiment de chars, no ?, à Donetsk (1er corps d'armée), créé en août 2022[8] ;
- 11e régiment de chars, no 41611, à Goussev (18e division de fusiliers motorisés de la Garde), créé en janvier 2019[9] ;
- 12e régiment de chars de la Garde Chepetovski (« de Chepetovka », pour sa reprise en février 1944), no 31985, à Naro-Fominsk (4e division de chars de la Garde)[10] ;
- 13e régiment de chars de la Garde Chepetovski, no 32010, à Naro-Fominsk (4e division de chars de la Garde) [10] ;
- 26e régiment de chars, à Moulino (47e division de chars) ;
- 59e régiment de chars de la Garde Lublinski (« de Lublin », conquise en juillet 1944), no 94018, à Ielnia (144e division de fusiliers motorisés de la Garde) ;
- 68e régiment de chars de la Garde Jitomirsko-Berlinski (« de Jitomir et Berlin », pour leur prise en décembre 1943 et avril 1945), no 91714, à Persianovski dans l'oblast de Rostov (150e division de fusiliers motorisés)[11] ;
- 80e régiment de chars de la Garde, no 87441, à Tchebarkoul (90e division de chars de la Garde) ;
- 163e régiment de chars de la Garde Nejinski (« de Nejine », pour sa reprise en septembre 1943), no 84839, à Kuzminska dans l'oblast de Rostov (150e division de fusiliers motorisés) ;
- 218e régiment de chars, no 82588, à Lipovtsi dans le kraï du Primorié (127e division de fusiliers motorisés) ;
- 237e régiment de chars, no 91726, à Soloti (3e division de fusiliers motorisés) ;
- 239e régiment de chars de la Garde Orenbourgski kazaki (« des cosaques d'Orenbourg »), no 89547, à Tchebarkoul (90e division de chars de la Garde).

### Brigades
Les différentes brigades de chars disparaissent progressivement, servant à former le cadre des nouvelles divisions de chars russes ; la 5e brigade est la dernière (en 2023).
- Le ministère russe de la Défense annonce en 2015 une réformation de la 1re brigade de chars de la Garde à partir des restes de la 10e division Ouralsko-Lvovskaïa de la 20e armée à Bogoutchar, mais cela ne s'est pas produit ;
- 4e brigade de chars de la Garde, à Naro-Fominsk, formée à partir de la 4e division de chars de la Garde Kantemirovskaïa en 2009, remise sur pied en 2013 ;
- 5e brigade de chars de la Garde Tatsinski (« de Tatsinskaïa », en référence au raid de Tatsinskaïa) de la 36e armée, à Oulan-Oudé[12] ;
- 6e brigade de chars Częstochowa de la 1re armée de chars de la Garde, à Moulino, utilisée pour former la 47e division de chars de la Garde en 2022 ;
- 7e brigade de chars de la Garde, à Tchebarkoul, formée à partir du 295e régiment de fusiliers motorisés de la Garde de la 34e division de fusiliers motorisés en 2009, devient le 239e régiment de chars de la Garde de la 90e division de chars de la Garde reformée en 2016 ;
- Le 19 novembre 1993, la 40e division de chars de la Garde, qui fait partie de la 11e armée de la Garde, à Sovetsk dans l'oblast de Kaliningrad, est réduite pour devenir la 10e brigade de chars de la Garde. En juin 1997, elle est rebaptisée 196e base de stockage d'armes et d'équipement de la Garde ; celle-ci est dissoute en 2008[13].